# 神奈川県立藤沢西高等学校
神奈川県立藤沢西高等学校（かながわけんりつふじさわにしこうとうがっこう）は、神奈川県藤沢市大庭に所在する公立の高等学校。略称は「西高（にしこう）」、「藤西（ふじにし）」。

## 概要
校舎には、3年次の選択科目であるパブリックアートを選択した生徒によって制作された壁画が数多く存在する。しかし壁画の大半を占める東棟は老朽化の為取り壊しとなり、かつて道路から見る事が出来た西高のトレードマークとも言える壁画をはじめとし、数多くの壁画が失われた。取り壊された壁画は写真集として保存されている。2017年春、東棟のあった場所に新しく北棟が完成した。

## 設置学科
- 普通科

## 沿革
- 1974年1月1日 - 神奈川県立藤沢西高等学校を藤沢市今田382番地に設置。設立準備室を神奈川県立湘南高等学校内に移す。
- 1974年3月8日 - 藤沢市今田の仮校舎完成移転。
- 1974年4月5日 - 第1回入学式挙行（4学級180名）
- 1974年5月1日 - 開校記念式典挙行。
- 1975年3月28日 - 現在の所在地に本校舎東棟完成。本校舎へ移転。
- 1975年5月30日 - 本校舎西棟完成。
- 1976年3月25日 - 体育館完成。
- 1976年10月26日 - 校舎落成。校歌制定記念式典挙行。
- 1985年12月5日 - 水泳プール完成。

## 所在地
神奈川県藤沢市大庭。藤沢市の西部、湘南ライフタウン内に所在。

## 教育方針
「学力の充実・生活指導の徹底に心がけ、知・情・意・体の調和ある発達をはかり、誠実で良識ある有為な人物を育成すること」を教育方針としている。

## 校歌
- 藤沢西高等学校の校歌は日本を代表する作曲家である團伊玖磨（だんいくま）が作詞・作曲を手掛けた。
- また応援歌として「西高健児」も存在するが、3年間で歌うどころか耳にする生徒がほとんどいない。ちなみに作詞・作曲奥山秀樹、貝崎圭介、武井俊衛、手塚富美雄、補作が藤沢西高等学校応援歌委員会となっている。

## 部活動
- 昭和50年代後半から平成初期にかけてはサッカー部が強く、1984年（昭和59年）には全国高等学校サッカー選手権大会に神奈川県代表として出場するほか、インターハイにも何度か出場している。
- 近年は野球部の活躍もめざましく、2004年（平成16年）の全国高等学校野球選手権大会神奈川県予選大会では、優勝候補であった横浜市立横浜商業高等学校を破るなど、全国屈指の激戦区である神奈川県大会での健闘が目立つ。2008年の全国高等学校野球選手権南神奈川大会では強豪校を破り初の準決勝進出を果たした。惜しくも準決勝で全国屈指の強豪校である横浜高等学校に敗れるも、スポーツ推薦入学がない公立高校の躍進に藤沢西高関係者以外からも注目を集めることとなった。
- 1980年代後半から1990年前半にかけてのラグビー部は県内でも強豪校のひとつに数えられており国体の県代表にも選手を送り出していた。最近は入学者数の減少に伴い、他校との合同チームでの公式試合出場となっている。
- 文化部ではかるた部が「神奈川県高等学校小倉百人一首かるた選手権大会」で8年連続の優勝を飾るなどの活躍をしている。

## 著名な出身者
- 若田部昌澄 - 経済学者
- 沢田謙太郎 - 元日本代表サッカー選手（柏レイソル→サンフレッチェ広島）
- 宮澤浩 - 元サッカー選手（ジェフユナイテッド市原→ベルマーレ平塚→サンフレッチェ広島）
- 熊谷雅彦 - サッカー選手（柏レイソル→佐川急便東京SC→ロアッソ熊本）
- 和田拓也 - サッカー選手（横浜F・マリノス）
- 四方菜穂 - 女子サッカー選手（日テレ・ベレーザ）
- 扇谷健司 - サッカー審判員
- 榎本俊二 - 漫画家
- KAZI - 山嵐メンバー
- SU - RIP SLYMEメンバー
- こんのひとみ - シンガーソングライター、ラジオパーソナリティ
- 平沙織 - 女優・ヌードモデル
- 輝乃琴星 - 元宝塚歌劇団花組
- 西山ゆかり - プロゴルファー
- 中井智彦 - 俳優
- 安藤誠之 - ボーカリスト
- 古瀬俊介 - フリーアナウンサー、元茨城放送アナウンサー
- 麻婆  - スタミナパンのメンバー

## 交通
出典 : 
| 乗車駅                 | 系統                         | 下車停留所   | 運行事業者 |
| ---------------------- | ---------------------------- | ------------ | ---------- |
| JR東海道線辻堂駅       | 辻23・辻24・辻29・辻34・辻35 | 「西高校前」 | ■神奈中    |
| 小田急江ノ島線湘南台駅 | 辻26                         | 「西高校前」 | ■神奈中    |
| JR東海道線藤沢駅       | 藤12・藤13                   | 「西高校前」 | ■神奈中    |

## その他
漫画「味いちもんめ」の原作者であるあべ善太（阿部利史）は本校の国語教師で、野球部の部長も担当していた。
校舎内にも壁画が描かれ、これは3年次選択科目として扱われる。卒業制作としての性格も持つ。